# Zamburak
De Zamburak (Perzisch: زمبورک) of het kamelengeweer is een artilleriegeschut dat op de rug van een kameel of dromedaris werd gemonteerd. De zamburak is door verschillende Perzische rijken gebruikt en zelfs tot de twintigste eeuw in India. De oorsprong van de zamburak was de kruisboog die op de rug van een kameel werd gemonteerd, deze kruisboog werd vervangen door een kleine falconet. Na 1850 werden er ook zamburaks met gatling guns in gebruik genomen. Zamburaks zijn onnauwkeurig en zijn niet effectief tegen zware fortificaties.